# Don J. Wright

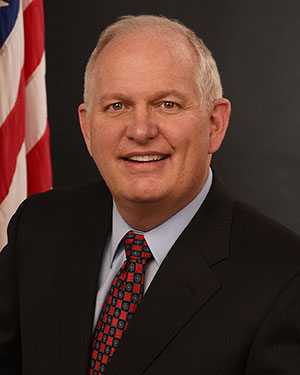
Don J. Wright (2017)

Don J. Wright ist ein US-amerikanischer Arzt und Beamter.

## Frühe Jahre
Don J. Wright erwarb einen Bachelor an der Texas Tech University und sein Medizinabschluss an der University of Texas. Zu ärztlichen Weiterbildung in Allgemeinmedizin besuchte er das Baylor College of Medicine. Außer seinem Medizinabschluss besitzt er auch einen Master of Public Health vom Medical College of Wisconsin. Wright hat sowohl eine Zulassung in Allgemeinmedizin als auch in Krankheitsprävention. Er ist ein Fellow der ärztlichen Fachgesellschaft American College of Occupational and Environmental Medicine (ACOEM) und der American Academy of Family Physicians. In der Folgezeit war er als ein Klinikarzt tätig, der sich der Prävention von Verletzungen und Krankheiten verschrieben hatte. Während seiner 15 Jahre im Privatsektor betrieb er eine umfassend klinische und beratende Praxis in Zentral-Texas.

## Staatsdienst
Wright wurde später Direktor im Office of Occupational Medicine, welches der Bundesbehörde Occupational Safety and Health Administration (OSHA) angehört. Sein Büro stellte medizinische, toxikologische und epidemiologische Versorgung für OSHA-Mitarbeiter bereit. Danach trat er eine Anstellung im Gesundheitsministerium der Vereinigten Staaten (HHS) an.
Als Reaktion auf die Terroranschläge am 11. September 2001 und des Hurrikan Katrina (2005) organisierte und moderierte Wright landesweite Konferenzen zwecks Verbesserung der Notfallvorsorge von Krankenhäusern in Fällen von Naturkatastrophen, Terroranschlägen und Influenzapandemien. Während seiner Tätigkeit bei OSHA entwickelte Wright enge Kooperationsbeziehungen zu den Centers for Disease Control and Prevention (CDC), dem Amerikanischen Roten Kreuz (ARC), der Joint Commission on Accreditation of Healthcare Organizations (JCAHO) und der American Heart Association (AHA) in Fragen der Gesundheit und Sicherheit.
Wright war von 2007 bis 2009 HHS Principal Deputy Assistant Secretary for Health und beriet in dieser Funktion den United States Assistant Secretary for Health in Fragen der Öffentlichen Gesundheit und der Wissenschaft. Zu seinen Aufgaben gehörte die Planung und Durchführung der öffentlichen Gesundheitspolitik in den Bereichen Krankheitsvorbeugung, Gesundheitsförderung, Frauen- und Minderheitengesundheit, Verringerung der sozial bedingten Ungleichheit von Gesundheitschancen, Bekämpfung von HIV/AIDS, Blutsicherheit und Influenzapandemieplanung. Während dieser Zeit ernannte ihn Präsident George W. Bush zum Ersatzdelegierten im World Health Organization Executive Board.
Im Jahr 2008 wurde er gebeten den Vorsitz im Senior Level Steering Committee to Prevent Healthcare Associated Infections im Gesundheitsministerium der Vereinigten Staaten zu übernehmen. Infolge seiner Mitwirkung in diesem Ausschuss wurde 2009 der „HHS Action Plan to Prevent Healthcare Associated Infections“ verabschiedet. Der Aktionsplan identifiziert wichtige Maßnahmen, die erforderlich sind, um Fortschritte beim Schutz von Patienten vor der Aneignung von Gesundheitsinfektionen zu erreichen und aufrechtzuerhalten.
Am 1. Dezember 2009 wurde er zum Deputy Assistant Secretary for Health Care Quality ernannt. Zu seinen Aufgaben gehörte die Leitung des Office of Health Care Quality innerhalb der Behörde vom United States Secretary of Health and Human Services. Am 3. Januar 2012 wurde er zum Deputy Assistant Secretary for Health und zum Direktor vom Office of Disease Prevention and Health Promotion (ODPHP) ernannt. Am 10. Februar 2017 wurde Wright zum kommissarischen United States Assistant Secretary for Health ernannt. Infolgedessen hat er die Leitung über das Office of Public Health and Science (OPHS). Ihm unterstehen zwölf wichtige Gesundheitsbehörden, darunter das Office of the Surgeon General, und elf beratende Ausschüsse. Nach dem Rücktritt von Tom Price von seinem Posten als Gesundheitsminister der Vereinigten Staaten fungierte Wright vom 29. September bis zum 10. Oktober 2017 als kommissarischer Gesundheitsminister der Vereinigten Staaten.